# Dichlorofeen
Dichlorofeen (ISO-naam) is een biocide dat werkzaam is tegen algen (algicide), bacteriën (bactericide) en schimmels en mossen (fungicide). Het is een dicyclisch gechloreerd fenol.

## Synthese
Dichlorofeen wordt bereid door de reactie van 4-chloorfenol met formaldehyde in een waterige oplossing van zwavelzuur.

## Toepassingen
Dichlorofeen wordt gebruikt in antiseptische preparaten en voor de bestrijding van mossen op recreatiegrasvelden, golfbanen en harde oppervlakken. Verder wordt het ingezet voor de bestrijding van schimmels en andere plantenziekteverwekkers op kassen en in kwekerijen (maar niet op de teelten zelf).
Als conserveermiddel wordt dichlorofeen toegevoegd aan industriële weefsels, koelvloeistoffen en cosmetische producten (maximale concentratie 0,5%).

## Regelgeving
Dichlorofeen is in de Europese Unie niet opgenomen in de lijst van toegelaten biociden, krachtens Beschikking 2005/303/EG van 31 maart 2005.

## Toxicologie en veiligheid
Dichlorofeen is een stof die de ogen en de huid irriteert. Het is een fotosensitizer (maakt de huid gevoelig bij blootstelling aan licht), en kan onder andere huidverkleuringen veroorzaken.
Het is mutageen voor bacteriën en gist.